# 봉미선
봉미선은 《짱구는 못말려》에 나오는 등장인물로 신영식의 부인이자 신짱구와 신짱아의 어머니이며 주부이다. 성우는 나라하시 미키 (일본판) / 강희선 (1~24기), 소연 (25기), 송연희 (비디오), 박영희 (MBC 극장판) 등이다. 일본명은 노하라 미사에이다.
쿠마모토현 아소 군에서 고등학교 교감인 아버지 봉선달(일본명: 코야마 요시지)과 이영선(일본명: 코야마 히사에)의 둘째딸로 태어났고 위로는 언니 봉미자(일본명: 코야마 마사에)가 있고 밑에는 여동생 봉미소(일본명: 코야마 무사에)가 있다. 
봉씨 세 자매 중 유일하게 결혼을 했으며 일본명은 원래 코야마 미사에이지만 남편에 따라 성을 바꾸어 '노하라 미사에'가 됐다. 또한 언니와 동생은 아직 미혼이기 때문에 일본명이 그대로 코야마 성을 쓰고 있다.
일본 사이타마현 가스카베시 904에 거주하며, 혈액형은 B형이다. 나이는 29세, 생일은 원작에서는 10월 10일생이지만, 애니메이션에는 9월 21일생이다. 별자리는 천칭자리이며, 키는 160cm, 체중은 53.5kg(착의 시), BMI 지수는 23.87로, 외형은 귀엽지만, 약간 비만 체형이며, 체지방율은 29%, 허리 사이즈는 58cm, 엉덩이 크기는 120cm, 신발 크기는 23.5cm이다. 물론 아들 신짱구에 의해 밝혀진 것이다.

## 가족 관계
- 배우자 : 신영식
  - 아들 : 신짱구
  - 딸 : 신짱아
- 언니 : 봉미자
- 여동생 : 봉미소

## 과거
결혼 전에는 작은 회사에 다니고 있다가 21살에 영식을 처음 만났다. 모르고 떨어뜨린 하트무늬 손수건을 영식이 발견하고 주워준 것이 인연이 되어 서로에게 첫눈에 반했고 프로포즈를 하고 결혼했다. 결혼 후에는 퇴사하고, 주부가 되어 24살 때 짱구를 출산한다. 그로부터 4년 뒤인 29살에는 짱아를 낳는다. 그런데 국내판 13기 '나를 태어나게 만들어요' 편에서는 과거로 돌아온 짱구가 엄마와 아빠가 첫만남을 가지려는 직전에 끼어드는 바람에 두사람은 엇갈리고 말았다. 하지만 카스카베 방위대(떡잎마을 방범대)의 노력으로 다르긴 하면서도 나름 비슷한 형태의 새로운 기억을 만들어 두 사람을 이었고 아이가 태어나게 하는데도 성공했다. 학력은 여자대학(한국판: 숙명여대) 졸업이고 고등학교때는 농구부 소속이었다고 한다.
또, 결혼하기 전까지는 자기는 아이를 절대 때리지 않을거라고 맹세했다. 하지만 이 맹세는 첫째 아이가 태어난 그 순간부터 깨져버리고 말았다. 작중 짱구는 누가 봐도 꿀밤 맞겠다 싶은 행동들만 골라서 하기 때문이다. 그래서 미사에는 툭하면 아이에게 꿀밤먹이기와 주먹돌리기가 일상인 표독스럽고 엄격한 엄마가 되고 말았다. 그러나 짱아한테는 다소 온화하게 훈육을 하는 스타일이다. 아직 아기라서 말을 잘 못알아듣기 때문이다. 하지만 말썽이 도가 지나칠 경우에는 엄하게 주의를 주며 남매가 같이 사고를 친걸 봤을때는 두 아이를 차별하지 않고 똑같이 혼낸다.

## 의복과 외모
볼륨있는 파마머리이지만, 짱구가 유아기일 때까지 긴 머리였다. 원작 초기에는 앞머리가 없기 때문에 현재와는 다른 사람의 풍모였다. 애니메이션에서는 한 번 머리를 스트레이트 헤어(당시 유행하고 있던 후지와라 노리카 헤어 스타일, 한국에서는 전지현,손예진)로 바꿨지만, 신짱구의 장난으로 뽀글 파마 머리가 되었다. 이후 그 머리는 원래의 헤어 스타일로 돌아왔고, 또한 젊은 엄마들의 영향을 받아 젊은 옷차림과 머리모양을 바꾼 적도 있었다.
외모에 대해서 자신이나 가족 이외에 구체적으로 언급된 것은 별로 없지만, 옆집 아줌마는 여동생 미소와 같이 있었을 때 미인이라고 말했었다. 원작의 머리 색깔은 검정, 애니메이션에서는 갈색 머리이다. 화려한 드레스와 보석을 좋아하고 약간 연예인을 좋아하지만, 실제로는 소박한 모습이 어울려 취향이 다양하다. 동창회에서 미선이를 좋아하고 있었다고 고백한 동급생(당시 잘생긴 소년이었다.)도 있고 여성으로서의 매력을 가지고 있는 것처럼 보인다. 처음에는 분홍색 투피스 모습이었지만, 매주 다른 옷에 다른 치마 바지를 입고 있다.
1~3기에서는 초록색 반팔(긴팔)에 하얀색 치마를 입기도 한다. 여름에는 감색 탱크탑에 하늘색 반바지 모습이 자주 등장한다. 초기 때의 눈은 작았지만, 현재는 눈이 커졌다. 미선이가 아기였을 때에는 짱아와 많이 닮았고, 이는 언니 미자나 여동생 미소도 비슷했다.
아직 29살밖에 안된 젊은 나이지만 말투나 행동, 게다가 두 아이의 엄마라는 처지 때문인지 종종 '아줌마' 취급을 받는다. 짱구도 엄마를 소개할 때 가끔 '낼모레 서른'이라고 덧붙일때가 있다.

## 캐릭터성의 변화
애니가 장기화되며 소재 고갈에 시달리기 시작하자 원작에 비해 유독 망가지는 캐릭터이다. 원작과 애니 초반에서는 어느 정도 허영심 있고 낭비벽도 심했지만 그래도 자기 절제가 가능한 수준인데, 애니판은 점점 막장스러움과 내로남불식의 이기적인 사고방식으로 인해 팬들에게 비호감을 사고 있었다. 처음에는 얌전한 아이였다가 막장이 돼버린 한유리와 더불어 원작과의 차이가 심한 캐릭터이다. 캐릭터의 성격을 자극적으로 변형시키거나 원래 가지고 있던 성격 중 특정한 부분을 과장하는 등의 방법으로써, 점점 한정되어 가는 소재를 만회하여 이야기의 풍성함을 유지하기 위한 것이라고 할 수 있다. 다만 2010년대 중반에 들어서는 막장성은 점점 사라지고 나사 하나 빠진 허당 캐릭터 입지를 굳혀가는 중이다.